# Polistes flavobilineata
Polistes flavobilineata är en getingart som beskrevs av Cameron 1902. Polistes flavobilineata ingår i släktet pappersgetingar, och familjen getingar. Inga underarter finns listade i Catalogue of Life.